# Sveriges damlandskamper i fotboll 2011
Sveriges damlandskamper i fotboll 2011 innehåller bland annat Algarve Cup i Portugal och VM i Tyskland där de svenska damerna vann en bronsmedalj efter en 2-1-seger mot Frankrike, samt ett antal träningsmatcher.

## Matcher

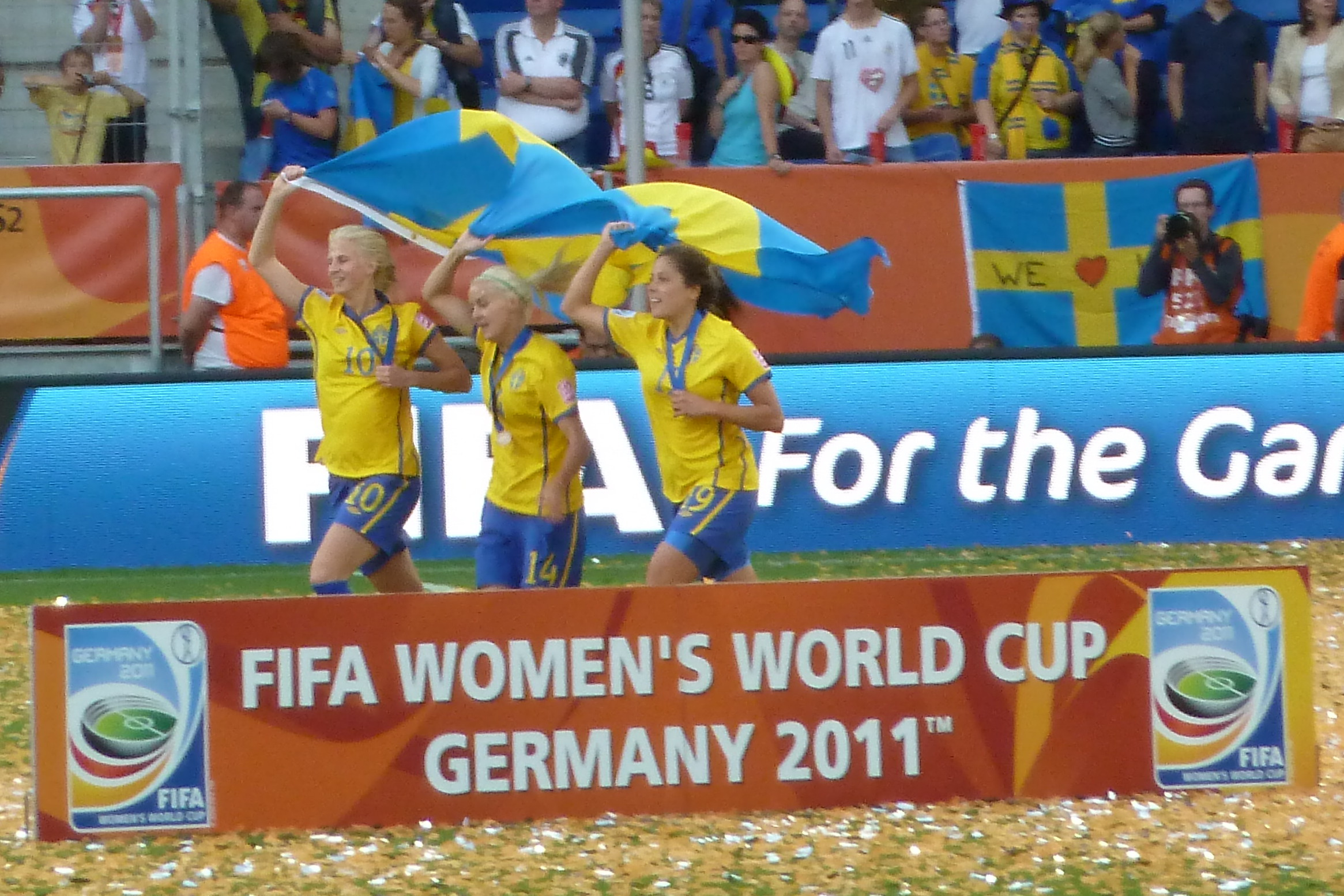
Sverige firar bronset vid VM 2011 efter att ha besegrat Frankrike med 2-1 i Sinsheim.

| Datum       | Spelplats  |           |            | Resultat      | Typ av match                      | Målskyttar                                                                                           |
| ----------- | ---------- | --------- | ---------- | ------------- | --------------------------------- | --- |
| 21 januari  | Chongqing  | USA       | Sverige    | 1 – 2 Rapport | Träningsturnering                 | 1–0 11′ Carli Lloyd 1–1 16′ Stina Segerström 1–2 60′ Kosovare Asllani                                |
| 23 januari  | Chongqing  | Kina      | Sverige    | 2 – 1 Rapport | Träningsturnering                 | 0–1 16′ Josefine Öqvist 1–1 35′ Självmål 2–1 61′ You Jia                                             |
| 25 januari  | Chongqing  | Kanada    | Sverige    | 1 – 0 Rapport | Träningsturnering                 | 1–0 32′ Christine Sinclair                                                                           |
| 2 mars      | Loulé      | Sverige   | Island     | 1 – 2 Rapport | Algarve Cup 2011                  | 1–0 2′ Josefine Öqvist 1–1 40′ Margrét Lára Viðarsdóttir 1–2 55′ Katrín Jónsdóttir                   |
| 4 mars      | Olhão      | Danmark   | Sverige    | 1 – 3 Rapport | Algarve Cup 2011                  | 0–1 8′ Jessica Landström 1–1 10′ Kristine Pedersen 1–2 54′ Josefine Öqvist 1–3 60′ Jessica Landström |
| 7 mars      | Olhão      | Kina      | Sverige    | 0 – 1 Rapport | Algarve Cup 2011                  | 0–1 63′ Lotta Schelin                                                                                |
| 9 mars      | Parchal    | Japan     | Sverige    | 2 – 1 Rapport | B Algarve Cup 2011                | 0–1 15′ Therese Sjögran 1–1 21′ Megumi Kamionobe 2–1 32′ Nahomi Kawasumi                             |
| 2 april     | Rom        | Sverige   | Kanada     | 1 – 0 Rapport | Träningsmatch                     | 1–0 9′ Charlotte Rohlin                                                                              |
| 15 maj      | Thame      | England   | Sverige    | 0 – 1 Rapport | Träningsmatch (inofficiell match) | 0-1 88′ Sofia Jakobsson                                                                              |
| 17 maj      | Oxford     | England   | Sverige    | 2 – 0 Rapport | Träningsmatch                     | 1-0 47′ Jill Scott 2-0 70′ str Karen Carney                                                          |
| 16 juni     | Göteborg   | Sverige   | Mexiko     | 2 – 0 Rapport | Träningsmatch                     | 1-0 26′ Lisa Dahlkvist 2-0 58′ Lotta Schelin                                                         |
| 23 juni     | Bochum     | Japan     | Sverige    | 1 – 1 Rapport | Träningsmatch                     | 1-0 42′ Azusa Iwashimizu 1-1 70′ Therese Sjögran                                                     |
| 28 juni     | Leverkusen | Colombia  | Sverige    | 0 – 1 Rapport | VM 2011                           | 0-1 57′ Jessica Landström                                                                            |
| 2 juli      | Augsburg   | Nordkorea | Sverige    | 0 – 1 Rapport | VM 2011                           | 0-1 64′ Lisa Dahlkvist                                                                               |
| 6 juli      | Wolfsburg  | Sverige   | USA        | 2 – 1 Rapport | VM 2011                           | 1-0 16′ str Lisa Dahlkvist 2-0 35′ Nilla Fischer 2-1 67′ Abby Wambach                                |
| 10 juli     | Augsburg   | Sverige   | Australien | 3 – 1 Rapport | KF VM 2011                        | 1-0 11′ Therese Sjögran 2-0 16′ Lisa Dahlkvist 2-1 40′ Ellyse Perry 3-1 52′ Lotta Schelin            |
| 13 juli     | Frankfurt  | Japan     | Sverige    | 3 – 1 Rapport | SF VM 2011                        | 0-1 10′ Josefine Öqvist 1-1 19′ Nahomi Kawasumi 2-1 59′ Homare Sawa 3-1 64′ Nahomi Kawasumi          |
| 16 juli     | Sinsheim   | Sverige   | Frankrike  | 2 – 1 Rapport | B VM 2011                         | 1-0 29′ Lotta Schelin 1-1 56′ Élodie Thomis 2-1 82′ Marie Hammarström                                |
| 26 oktober  | Hamburg    | Tyskland  | Sverige    | 1 – 0 Rapport | Träningsmatch                     | 1-0 60′ Alexandra Popp                                                                               |
| 19 november | Phoenix    | USA       | Sverige    | 1 – 1 Rapport | Träningsmatch                     | 0-1 28′ Sofia Jakobsson 1-1 81′ Tobin Heath                                                          |
| 22 november | Phoenix    | Kanada    | Sverige    | 2 – 1 Rapport | Träningsmatch                     | 0-1 45′ Jessica Landström 1-1 74′ Chelsea Buckland 2-1 92′ Christine Sinclair                        |

## Sveriges målgörare 2011
| 4 mål - Lisa Dahlkvist - Jessica Landström - Lotta Schelin - Josefine Öqvist | 3 mål - Therese Sjögran | 2 mål - Sofia Jakobsson | 1 mål - Kosovare Asllani - Nilla Fischer - Marie Hammarström - Charlotte Rohlin - Stina Segerström |